# 百子蓮屬
百子蓮屬是一個生長在南非的屬，長青或落葉多年生草本植物。它有大約10個不同的種類。
雷頓（Leighton）在1965年發表的文獻裡，將百子蓮屬分類為下列十個種：百子蓮、鈴花百子蓮、具莖百子蓮、蔻第百子蓮、德拉肯斯堡百子蓮、早花百子蓮、康普頓百子蓮、戴爾百子蓮、垂花百子蓮、瓦許百子蓮。宗納維爾與鄧肯（Zonneveld and Duncan）在2003年發表的研究報告裡，將上述十種百子蓮屬植物重新分類，只留下最前面的六個種（百子蓮～早花百子蓮），而將其餘的四個種（康普頓百子蓮～瓦許百子蓮）改分類為亞種或同種異名。
先前的分類系統將百子蓮屬分類為石蒜科或蔥科的一個屬，最近則有人認為應將百子蓮屬分類為百子蓮科的一個屬，而百子蓮科內只有百子蓮屬一個屬。（參見：Indices Nominum Supragenericorum Plantarum Vascularium）
百子蓮屬植物的花序為聚繖花序，花漏斗形，藍色，著生於花莖頂端；花莖直立，可以生長至一公尺長。葉基生，披針形，長度可達六十公分左右。
非洲類百子蓮在美國第7至第11植物生長區域也能夠順利生長。(USDA plant hardiness zones 7 through 11).  在低數字的美國植物生長區域種植，需要將根部植入更深的土壤裏，土壤亦需要更濕潤和足夠的腐土。百子蓮屬植物可以用分球繁殖或是用種子繁殖。
属名Agapanthus源于希腊语agape（爱情）和anthos（花）的合成词，指花朵美丽可爱。

## 種類
- 百子蓮（Agapanthus africanus）
- 鈴花百子蓮（Agapanthus campanulatus）
- 具莖百子蓮（Agapanthus caulescens）
- 蔻第百子蓮（Agapanthus coddii）
- 康普頓百子蓮（Agapanthus comptonii）
- 戴爾百子蓮（Agapanthus dyeri）
- 德拉肯斯堡百子蓮（Agapanthus inapertus）
- 垂花百子蓮（Agapanthus nutans）
- 早花百子蓮（Agapanthus praecox）
- 瓦許百子蓮（Agapanthus walshii）

## 图库

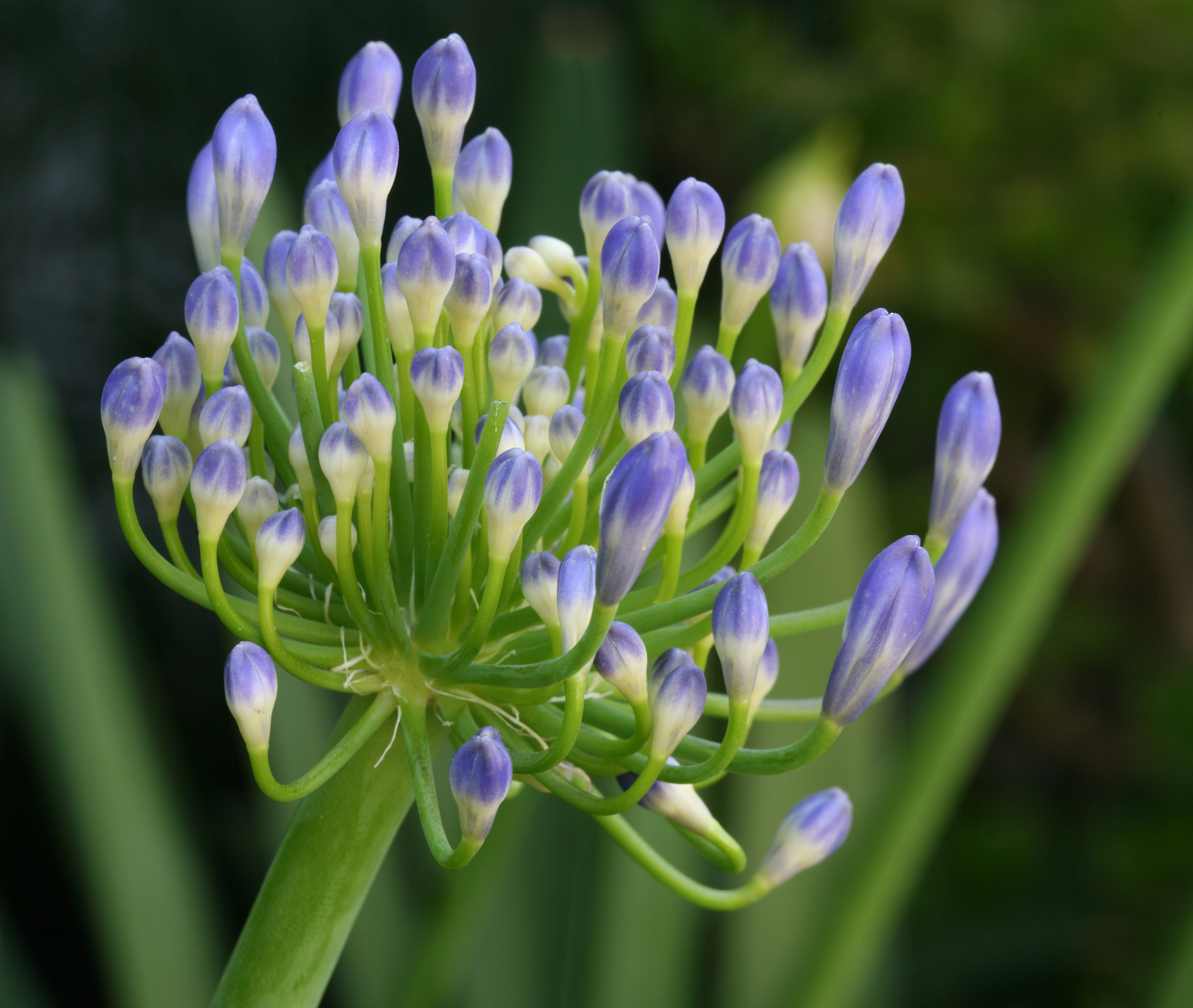
即将开放的百子蓮
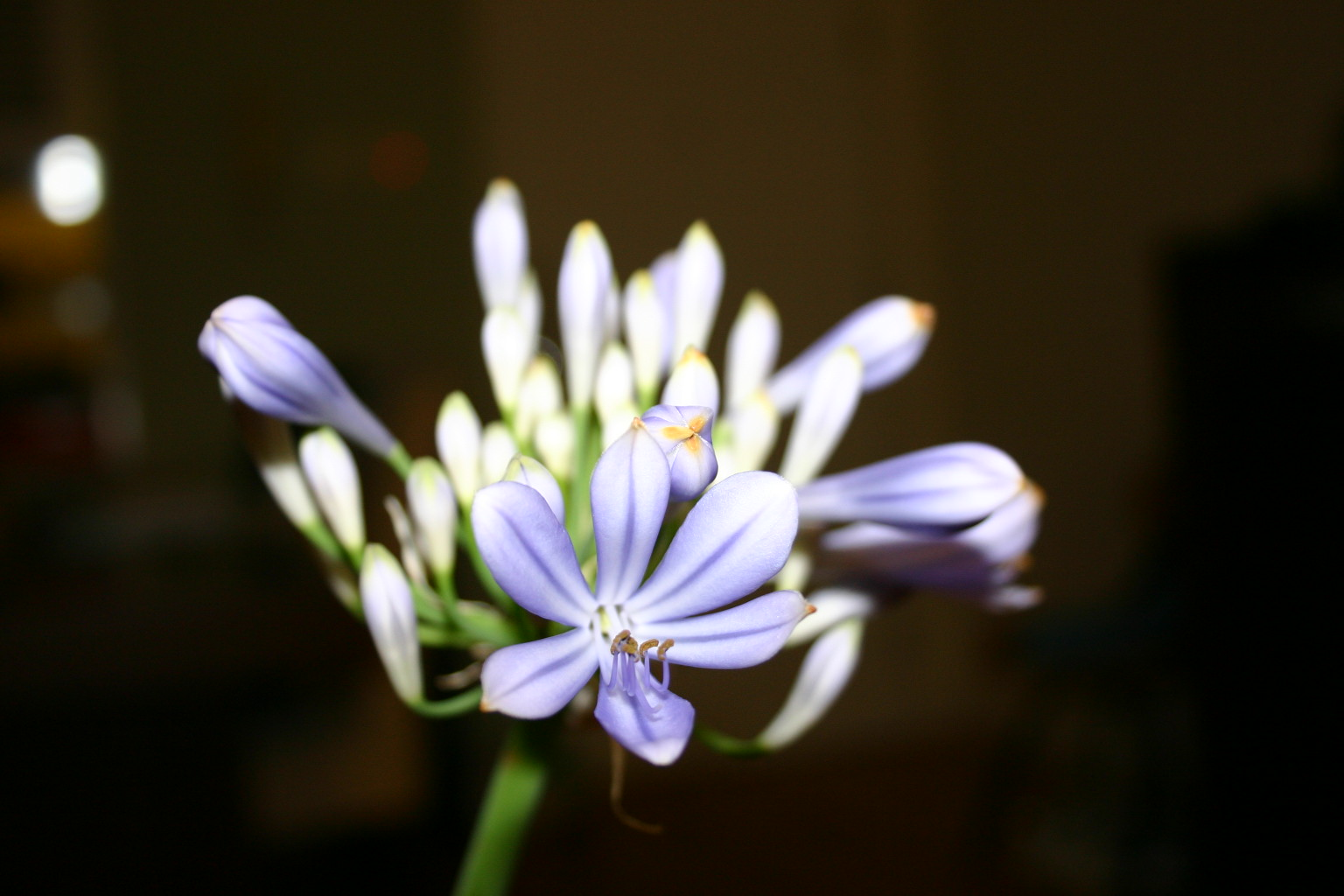
百子蓮的花 - 特寫
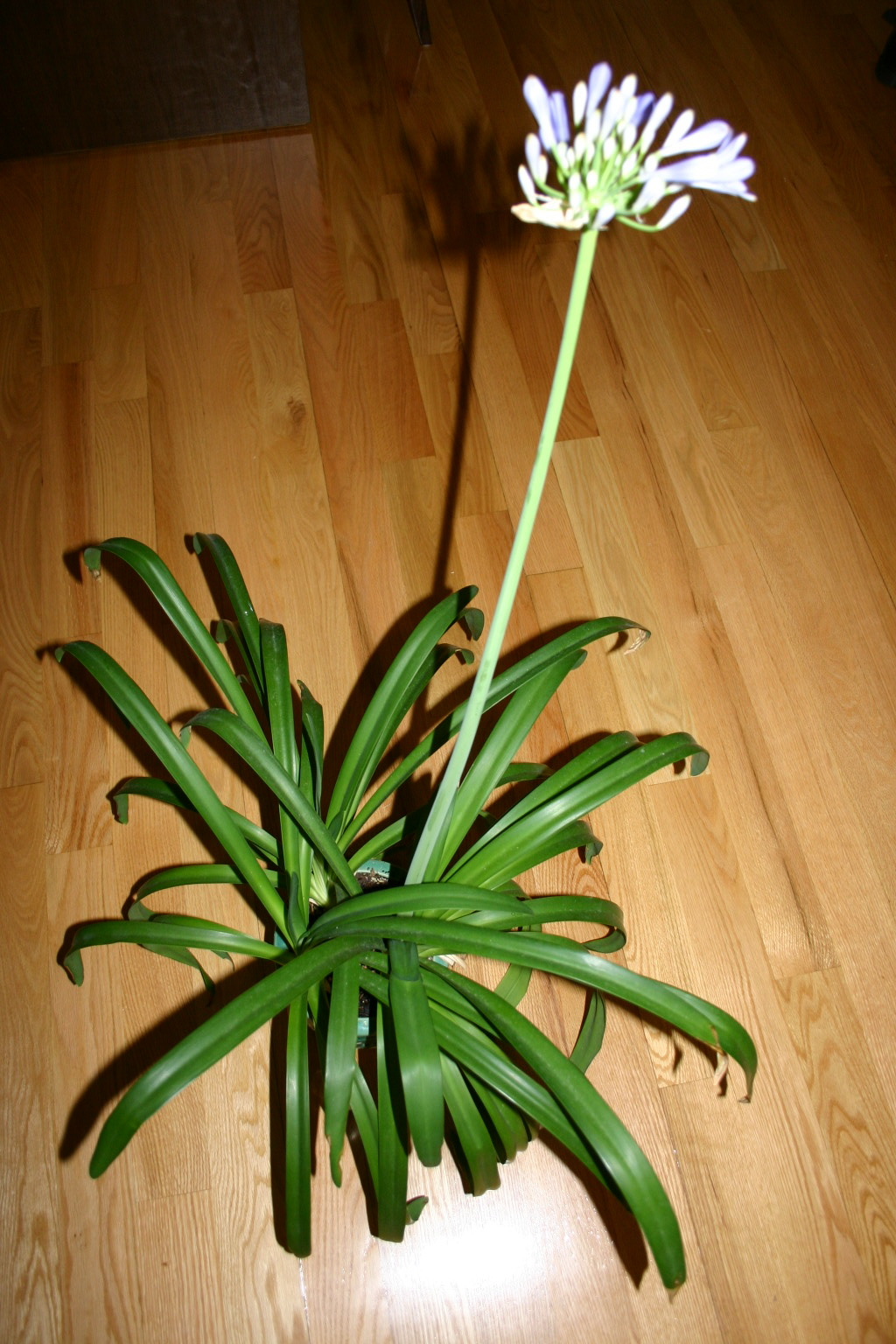
百子蓮 - 盤栽
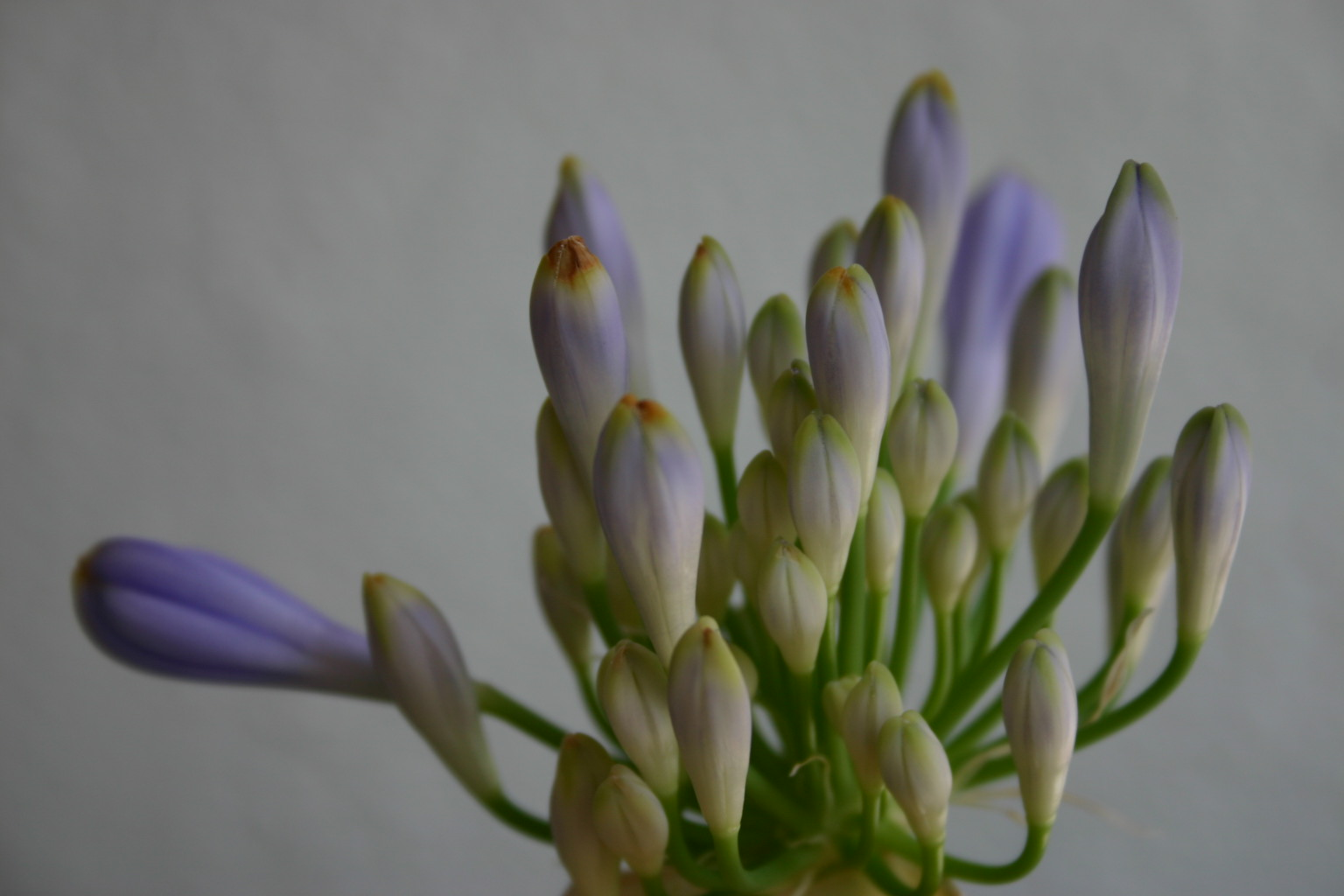
百子蓮花
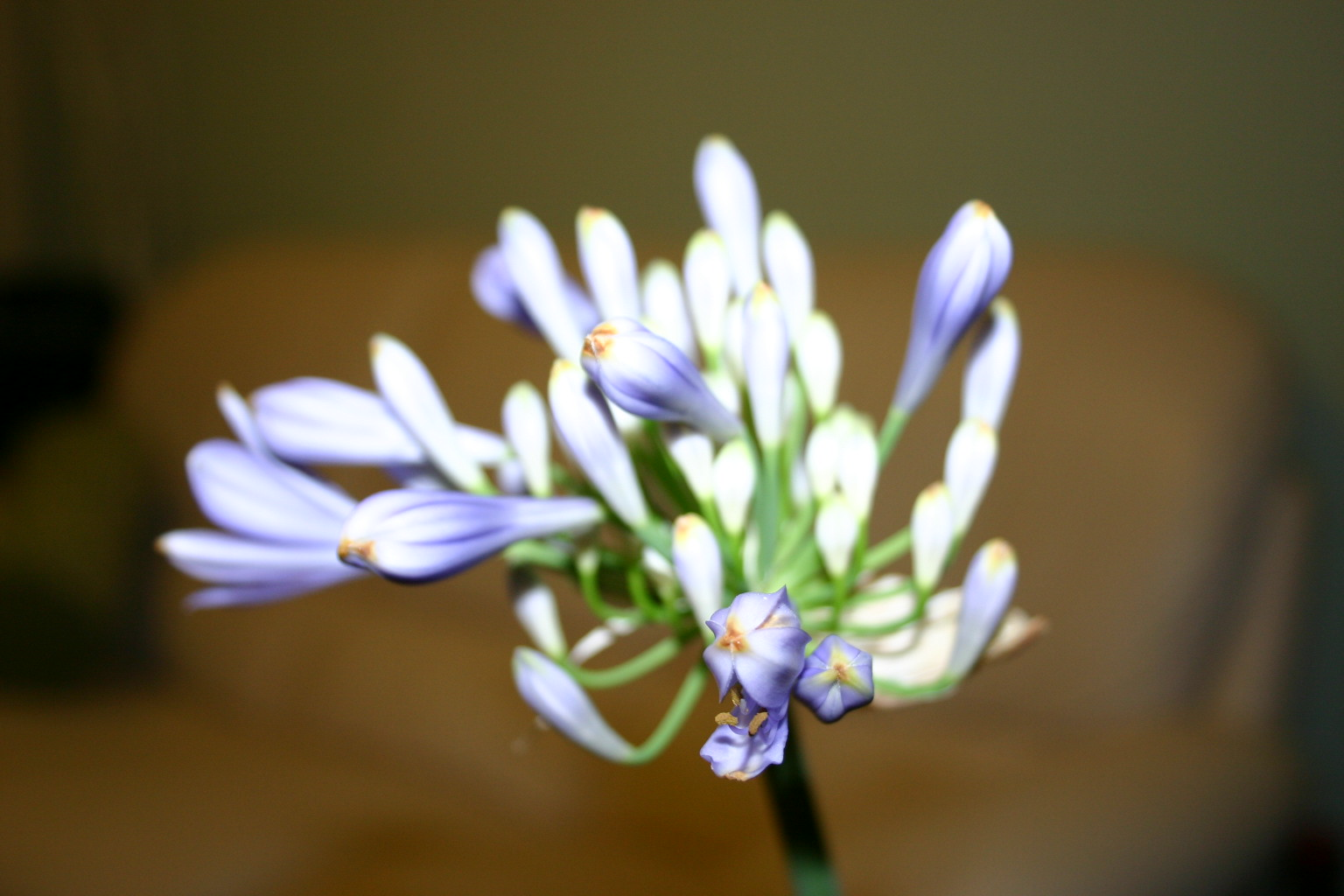
百子蓮花 (側面)
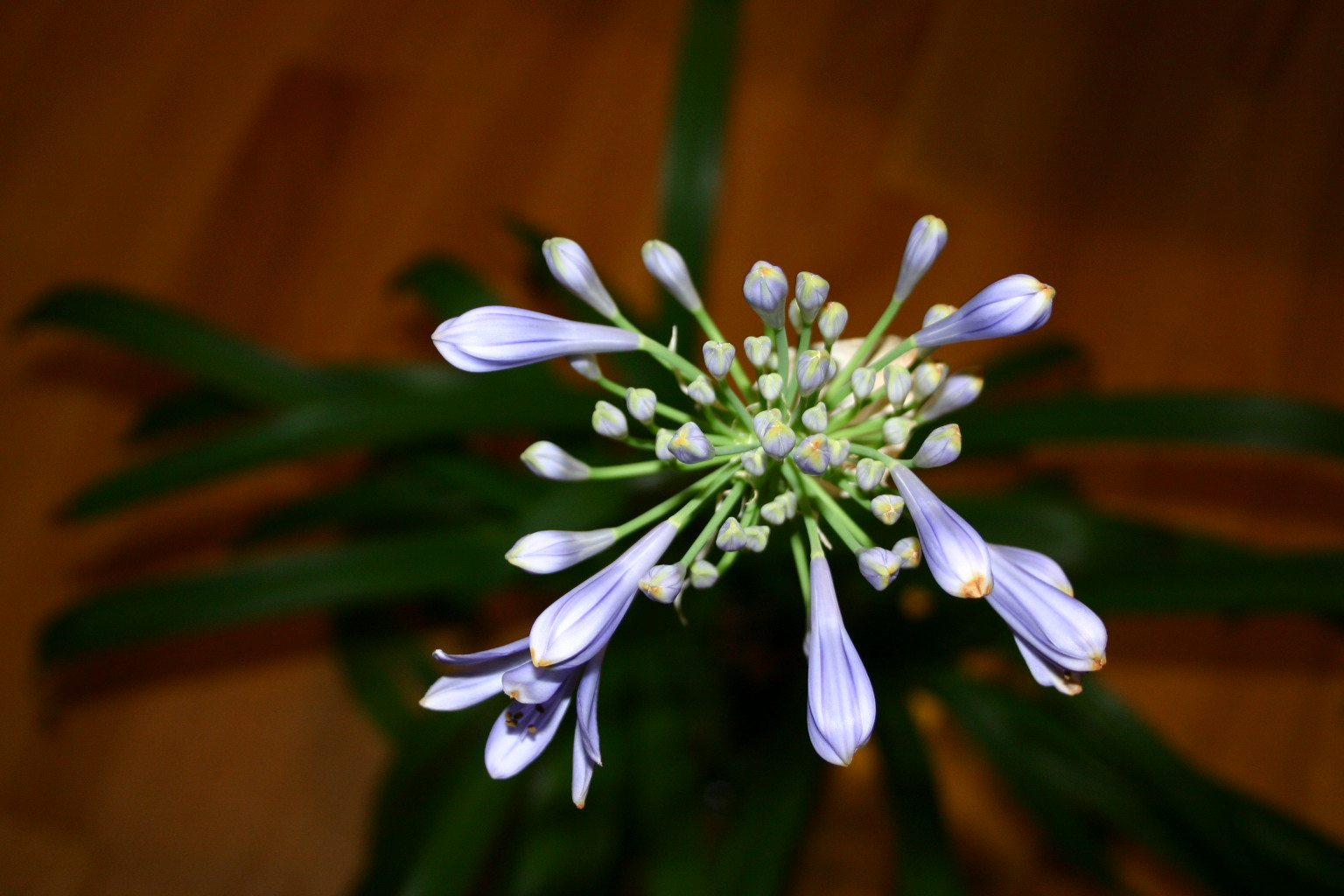
百子蓮花 (鳥瞰)
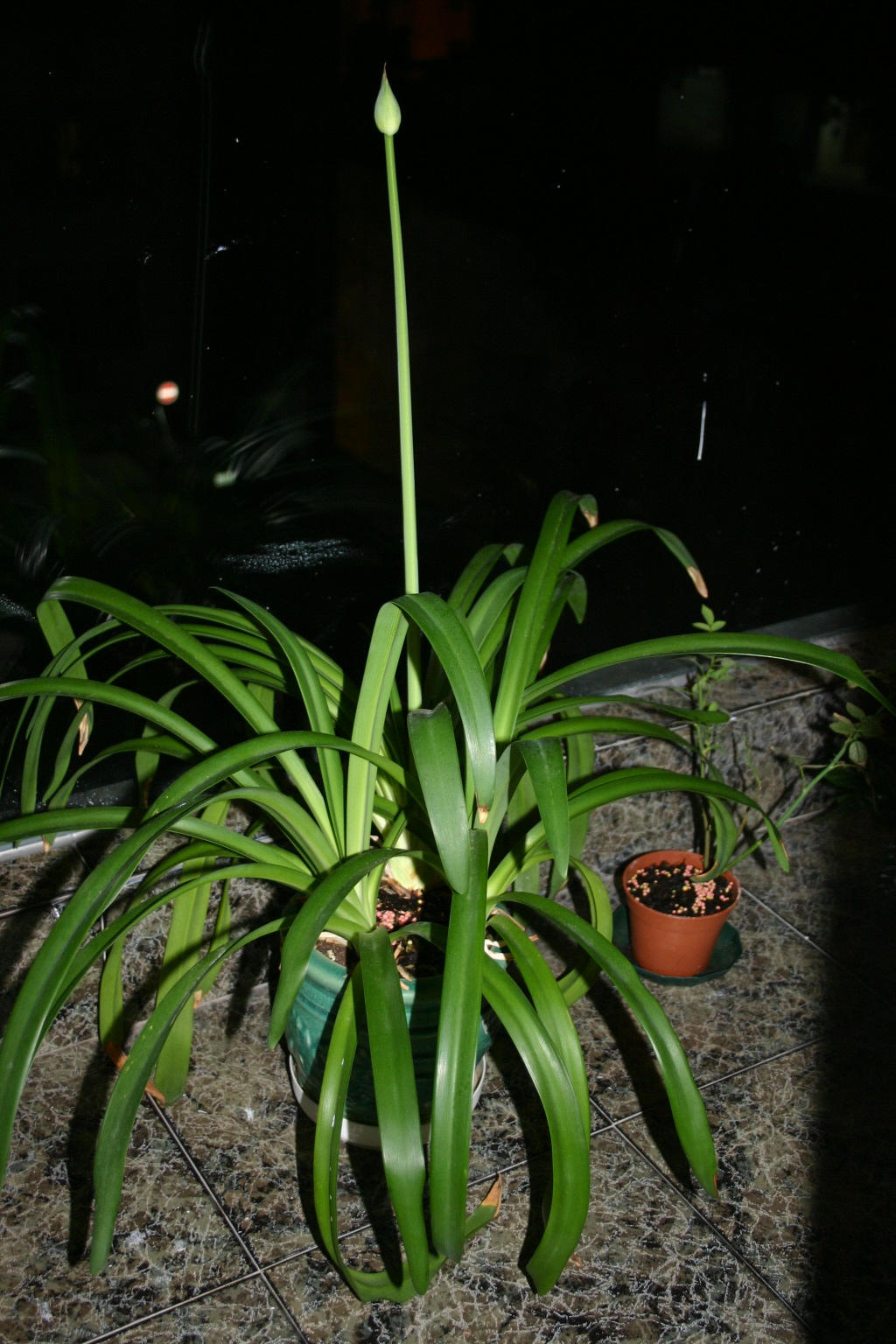
百子蓮花莖